# Banque Cantonale Vaudoise
Banque Cantonale Vaudoise (BCV) er en schweizisk Kantonalbank, der er baseret i kanton Vaud. De har 1.896 ansatte og hovedkvarter i Lausanne.